# Liga Europa da UEFA de 2011–12 – rodadas de qualificação
Esta página apresenta os sumários das partidas das fases preliminares da Liga Europa da UEFA de 2011-12.
Todos jogos em UTC+2.

## Primeira rodada

### Jogos de ida
| 30 de junho de 2011 | Banants | 0 – 1     | Metalurgist Rustavi | Hanrapetakan Stadium, Yerevan1         |
| 17:00               |         | Relatório | Kobalia 48'         | Público: 4,215 Árbitro: ISR Eli Hacmon |

| 30 de junho de 2011 | AZAL Baku   | 1 – 1     | Minsk        | AZAL Stadium, Baku                           |
| 17:00               | Ibekoyi 14' | Relatório | Voronkov 11' | Público: 2,900 Árbitro: LAT Andris Treimanis |

| 30 de junho de 2011 | Banga Gargždai | 0 – 4     | Qarabağ                                             | Gargždai Stadium, Gargždai                     |
| 17:30               |                | Relatório | R. A. Sadygov 16' · Nadirov 33', 70' · Soltanov 88' | Público: 1,400 Árbitro: ISL Thorvaldur Arnason |

| 30 de junho de 2011 | Narva Trans | 1 – 4     | Rabotnički                                                     | A. Le Coq Arena, Tallinn2                 |
| 17:30               | Epikhin 34' | Relatório | Velkovski 16' · Manevski 51' · Petkovski 73' · Grozdanoski 88' | Público: 200 Árbitro: MLT Alan Mario Sant |

| 30 de junho de 2011 | Rad                                                               | 6 – 0     | Tre Penne | Stadion FK Obilić, Belgrade3              |
| 17:30               | Stanojević 6' (pen.), 13' · Kojić 9', 48' · Mrkela 24' · Pršo 66' | Relatório |           | Público: 1,500 Árbitro: FRO Petur Reinert |

| 30 de junho de 2011 | Daugava Daugavpils | 0 – 5     | Tromsø                                                    | Celtnieks Stadium, Daugavpils             |
| 18:00               |                    | Relatório | Johansen 26' · Andersen 31', 60' · Jenssen 47' · Jama 72' | Público: 1,500 Árbitro: ROU István Kovács |

| 30 de junho de 2011 | Elfsborg                                    | 4 – 0     | Fola Esch | Borås Arena, Borås                          |
| 18:00               | Hiljemark 5' · Elm 24', 90+3' · Larsson 36' | Relatório |           | Público: 2,109 Árbitro: BLR Valeri Velichko |

| 30 de junho de 2011 | Honka | 0 – 0     | Nõmme Kalju | ISS Stadion, Vantaa4                         |
| 18:00               |       | Relatório |             | Público: 2,100 Árbitro: CZE Miroslav Zelinka |

| 30 de junho de 2011 | Varaždin                                                   | 5 – 1     | Lusitanos   | Stadion Anđelko Herjavec, Varaždin         |
| 19:00               | Šafarić 4', 59' · Glavica 39' · Glavina 57' · Vugrinec 78' | Relatório | Bertran 48' | Público: 1,200 Árbitro: GEO Lasha Silagava |

| 30 de junho de 2011 | Ferencváros                        | 3 – 0     | Ulisses | Stadion Albert Flórián, Budapest          |
| 19:00               | Józsi 31' · Otten 33' · Felipe 69' | Relatório |         | Público: 6,600 Árbitro: SVN Slavko Vinčić |

| 30 de junho de 2011 | UE Santa Coloma | 0 – 1     | Paks      | Estadi Comunal d'Andorra la Vella, Andorra la Vella |
| 19:00               |                 | Relatório | Vayer 15' | Público: 650 Árbitro: ARM Suren Baliyan             |

| 30 de junho de 2011 | Aalesund                                                  | 4 – 1     | Neath       | Color Line Stadion, Ålesund                |
| 19:00               | Fuhre 35' · Sylling Olsen 37' · Ulvestad 48' · Sellin 77' | Relatório | Trundle 23' | Público: 3,847 Árbitro: CRO Domagoj Vučkov |

| 30 de junho de 2011 | Dinamo Tbilisi                 | 2 – 0     | Milsami Orhei | Boris Paichadze Stadium, Tbilisi              |
| 19:00               | Kvekveskiri 4' · Lekvtadze 71' | Relatório |               | Público: 12,000 Árbitro: MNE Nikola Dabanović |

| 30 de junho de 2011 | Spartak Trnava                      | 3 – 0     | Zeta | Štadión Antona Malatinského, Trnava        |
| 19:00               | Koné 30' · Kaščák 48' · Tomaček 81' | Relatório |      | Público: 1,737 Árbitro: IRL Padraig Sutton |

| 30 de junho de 2011 | ÍF Fuglafjørður | 1 – 3     | KR Reykjavík                                               | Gundadalur, Tórshavn5                  |
| 20:00               | Lakjuni 8'      | Relatório | Finnbogason 22' · G. R. Gunnarsson 30' · B. Sigurðsson 79' | Público: 589 Árbitro: LUX Sven Bindels |

| 30 de junho de 2011 | ÍBV Vestmannaeyar        | 1 – 0     | St Patrick's Athletic | Hlíðarendi, Reykjavík6                     |
| 20:00               | Andri Ólafsson 50' (pen) | Relatório |                       | Público: 555 Árbitro: DEN Michael Svendsen |

| 30 de junho de 2011 | Käerjéng 97 | 1 – 1     | Häcken        | Stade Josy Barthel, Luxemburgo7       |
| 20:00               | da Cruz 85' | Relatório | Östberg 90+3' | Público: 727 Árbitro: MDA Igor Satchi |

| 30 de junho de 2011 | The New Saints | 1 – 1     | Cliftonville | Park Hall, Oswestry                      |
| 20:00               | Darlington 27' | Relatório | Johnston 39' | Público: 927 Árbitro: MLT Clayton Pisani |

| 30 de junho de 2011 | Fulham                                       | 3 – 0     | NSÍ Runavík | Craven Cottage, Londres                       |
| 20:30               | Duff 33' · Murphy 61' (pen) · A. Johnson 70' | Relatório |             | Público: 14,910 Árbitro: AUT Bernhard Brugger |

| 30 de junho de 2011 | Jagiellonia Białystok | 1 – 0     | Irtysh Pavlodar | Stadion Miejski, Białystok                  |
| 20:30               | Frankowski 80'        | Relatório |                 | Público: 4,200 Árbitro: SRB Vlado Glodjović |

| 30 de junho de 2011 | Birkirkara | 0 – 1     | Vllaznia Shkodër | Hibernians Ground, Paola                            |
| 20:30               |            | Relatório | Sukaj 2'         | Público: 776 Árbitro: AND Ignasi Villamayor Rozados |

| 30 de junho de 2011 | Renova                            | 2 – 1     | Glentoran   | Philip II Arena, Skopje8                   |
| 20:30               | Jančevski 14' (pen) · Bajrami 87' | Relatório | Nixon 45+3' | Público: 1,500 Árbitro: POL Dawid Piasecki |

| 30 de junho de 2011 | Koper       | 1 – 1     | Shakhter Karagandy  | Bonifika Stadium, Koper                        |
| 20:45               | Bubanja 84' | Relatório | Kukeyev 90+3' (pen) | Público: 2,500 Árbitro: GEO Georgi Vadachkoria |

| 30 de junho de 2011 | Široki Brijeg | 0 – 0     | Olimpija Ljubljana | Stadion Pecara, Široki Brijeg                |
| 20:45               |               | Relatório |                    | Público: 3,500 Árbitro: CYP Stelios Trifonos |

| 30 de junho de 2011 | Budućnost Podgorica | 1 – 3     | Flamurtari Vlorë                         | Podgorica City Stadium, Podgorica         |
| 21:00               | Bošković 53'        | Relatório | Shehaj 23' · Xhafa 63' · Sakaj 65' (pen) | Público: 2,980 Árbitro: TUR Tolga Özkalfa |

Notas
- Nota 1: Banants jogou no Hanrapetakan Stadium em Yerevan pois o Banants Stadium não atendeu os critérios da UEFA.
- Nota 2: Narva Trans jogou no A. Le Coq Arena em Tallinn pois o Narva Kreenholmi Stadium não atendeu os critérios da UEFA.
- Nota 3: Rad jogou no Stadion FK Obilić em Belgrade pois o Stadion Kralj Petar I não atendeu os critérios da UEFA.
- Nota 4: Honka jogou no ISS Stadion em Vantaa pois o Tapiolan Urheilupuisto não atendeu os critérios da UEFA.
- Nota 5: ÍF Fuglafjørður jogou no Gundadalur em Tórshavn pois o Fuglafjørður Stadium não atendeu os critérios da UEFA.
- Nota 6: ÍBV Vestmannaeyar jogou no Hlíðarendi em Reykjavík pois o Hásteinsvöllur não atendeu os critérios da UEFA.
- Nota 7: Käerjéng 97 jogou no Stade Josy Barthel em Luxemburgo pois o Stade um Bëchel não atendeu os critérios da UEFA.
- Nota 8: Renova jogou no Philip II Arena em Skopje pois o Gradski stadion Tetovo não atendeu os critérios da UEFA.

### Jogos de volta
| 7 de julho de 2011 | Shakhter Karagandy  | 2 – 1     | Koper      | Stadion Shakhter, Karagandy                    |
| 15:00              | Konysbayev 45', 84' | Relatório | Osterc 32' | Público: 10,000 Árbitro: GRE Anastassios Kakos |

Shakhter Karagandy venceu por 3–2 no placar agregado.
| 7 de julho de 2011 | Metalurgist Rustavi | 1 – 1     | Banants           | Poladi Stadium, Rustavi                |
| 15:00              | Mikaberidze 18'     | Relatório | Du Bala 72' (pen) | Público: 3,500 Árbitro: IRL Neil Doyle |

Metalurgist Rustavi venceu por 2–1 no placar agregado.
| 7 de julho de 2011 | Irtysh Pavlodar             | 2 – 0     | Jagiellonia Białystok | Pavlodar Central Stadium, Pavlodar      |
| 15:00              | Coulibaly 37' · Maltsev 43' | Relatório |                       | Público: 9,560 Árbitro: SUI Alain Bieri |

Irtysh Pavlodar venceu por 2–1 no placar agregado.
| 7 de julho de 2011 | Ulisses | 0 – 2     | Ferencváros                 | Hrazdan Stadium, Yerevan                    |
| 16:00              |         | Relatório | Abdi 35' (pen) · Oláh 90+7' | Público: 1,500 Árbitro: UKR Oleksandr Derdo |

Ferencváros venceu por 5–0 no placar agregado.
| 7 de julho de 2011 | Flamurtari Vlorë | 1 – 2     | Budućnost Podgorica     | Flamurtari Stadium, Vlorë                       |
| 16:30              | Shehaj 20'       | Relatório | Bošković 72', 77' (pen) | Público: 4,000 Árbitro: MLT Christopher Lautier |

Flamurtari Vlorë venceu por 4–3 no placar agregado.
| 7 de julho de 2011 | Milsami Orhei | 1 – 3     | Dinamo Tbilisi                              | Complexul Sportiv Raional, Orhei          |
| 17:00              | Golban 90+2'  | Relatório | Koshkadze 73' · Robertinho 90' (pen), 90+4' | Público: 3,000 Árbitro: BIH Ognjen Valjić |

Dinamo Tbilisi venceu por 5–1 no placar agregado.
| 7 de julho de 2011 | Zeta                    | 2 – 1     | Spartak Trnava | Gradski stadion, Nikšić9                     |
| 17:00              | Dabić 79' · Novović 81' | Relatório | Ciprys 90+4'   | Público: 650 Árbitro: BLR Vitali Sevostyanik |

Spartak Trnava venceu por 4–2 no placar agregado.
| 7 de julho de 2011 | Qarabağ                               | 3 – 0     | Banga Gargždai | Tofiq Bahramov Stadium, Baku10                  |
| 18:00              | Teli 29' · A. Sadygov 35' · Agoli 77' | Relatório |                | Público: 10,000 Árbitro: UKR Yuriy Mozharovskyy |

Qarabağ venceu por 7–0 no placar agregado.
| 7 de julho de 2011 | Fola Esch       | 1 – 1     | Elfsborg           | Stade de la Frontière, Esch-sur-Alzette11 |
| 18:00              | Allomerović 74' | Relatório | Schnell 37' (g.c.) | Público: 703 Árbitro: SVK Ivan Kružliak   |

Elfsborg venceu por 5–1 no placar agregado.
| 7 de julho de 2011 | Nõmme Kalju | 0 – 2     | Honka                 | A. Le Coq Arena, Tallinn12                |
| 18:30              |             | Relatório | Savage 48' · Dudu 77' | Público: 2,250 Árbitro: AZE Fariz Yusifov |

Honka venceu por 2–0 no placar agregado.
| 7 de julho de 2011 | Lusitanos | 0 – 1     | Varaždin    | Estadi Comunal d'Andorra la Vella, Andorra la Vella |
| 19:00              |           | Relatório | Brlečić 62' | Público: 450 Árbitro: NIR Arnold Hunter             |

Varaždin venceu por 6–1 no placar agregado.
| 7 de julho de 2011 | Tromsø                             | 2 – 1     | Daugava Daugavpils | Alfheim Stadion, Tromsø                   |
| 19:00              | Møller 12' · Tsintsadze 53' (g.c.) | Relatório | Gongadze 33'       | Público: 2,077 Árbitro: AZE Anar Salmanov |

Tromsø venceu por 7–1 no placar agregado.
| 7 de julho de 2011 | Häcken                                                                 | 5 – 1     | Käerjéng 97 | Gamla Ullevi, Gothenburg13                    |
| 19:00              | Makondele 7' (pen), 82' (pen) · Waris 42' · Williams 65' · Ranégie 84' | Relatório | da Cruz 48' | Público: 934 Árbitro: ISL Thoroddur Hjaltalin |

Häcken venceu por 6–2 no placar agregado.
| 7 de julho de 2011 | Vllaznia Shkodër | 1 – 1     | Birkirkara | Loro Boriçi Stadium, Shkodër          |
| 19:00              | Vajushi 4'       | Relatório | Silva 17'  | Público: 5,000 Árbitro: SVK Mário Vlk |

Vllaznia Shkodër venceu por 2–1 no placar agregado.
| 7 de julho de 2011 | Minsk                       | 2 – 1     | AZAL Baku           | Dynama Stadium, Minsk                     |
| 19:00              | Loshankov 5' · Sascheko 11' | Relatório | Sachivko 66' (g.c.) | Público: 3,000 Árbitro: BUL Angel Angelov |

Minsk venceu por 3–2 no placar agregado.
| 7 de julho de 2011 | NSÍ Runavík | 0 – 0     | Fulham | Svangaskarð, Toftir14                     |
| 19:45              |             | Relatório |        | Público: 1,245 Árbitro: SUI Nikolaj Hänni |

Fulham venceu por 3–0 no placar agregado.
| 7 de julho de 2011 | Paks                                         | 4 – 0     | UE Santa Coloma | Stadion Sóstói, Székesfehérvár15               |
| 20:00              | Magasföldi 11', 49' · Böde 77' · Heffler 81' | Relatório |                 | Público: 2,000 Árbitro: MNE Jovan Kaludjerović |

Paks venceu por 5–0 no placar agregado.
| 7 de julho de 2011 | Neath | 0 – 2     | Aalesund                          | The Gnoll, Neath                           |
| 20:00              |       | Relatório | Barrantes 53' · Sylling Olsen 79' | Público: 600 Árbitro: BEL Christof Dierick |

Aalesund venceu por 6–1 no placar agregado.
| 7 de julho de 2011 | Rabotnički                               | 3 – 0     | Narva Trans | Philip II Arena, Skopje                |
| 20:00              | Petrović 45' · Manevski 81' · Vujčić 90' | Relatório |             | Público: 700 Árbitro: CZE Roman Hrubeš |

Rabotnički venceu por 7–1 no placar agregado.
| 7 de julho de 2011 | Olimpija Ljubljana           | 3 – 0     | Široki Brijeg | Stožice Stadium, Ljubljana                    |
| 20:00              | Radujko 15', 18' · Vršič 49' | Relatório |               | Público: 4,500 Árbitro: UKR Yevhen Aranovskiy |

Olimpija Ljubljana venceu por 3–0 no placar agregado.
| 7 de julho de 2011 | Tre Penne   | 1 – 3     | Rad                             | Stadio Olimpico, Serravalle                     |
| 20:30              | Cardini 23' | Relatório | Kojić 27', 38' · Stanojević 75' | Público: 521 Árbitro: KAZ Anatoliy Vishnichenko |

Rad venceu por 9–1 no placar agregado.
| 7 de julho de 2011 | St Patrick's Athletic | 2 – 0     | ÍBV Vestmannaeyar | Richmond Park, Dublin                         |
| 20:45              | Daly 24' · Doyle 36'  | Relatório |                   | Público: 2,100 Árbitro: LTU Nerijus Dunauskas |

St Patrick's Athletic venceu por 2–1 no placar agregado.
| 7 de julho de 2011 | Cliftonville | 0 – 1     | The New Saints | Solitude, Belfast                            |
| 20:45              |              | Relatório | Baker 4'       | Público: 1,221 Árbitro: ISL Magnus Thorisson |

The New Saints venceu por 2–1 no placar agregado.
| 7 de julho de 2011 | Glentoran               | 2 – 1 (pro) | Renova      | The Oval, Belfast                        |
| 20:45              | Clarke 31' · Murray 74' | Relatório   | Ismaili 59' | Público: 1,424 Árbitro: FIN Petteri Kari |

|                                      |       | Penalidades                           |  |
| Waterworth Murray Boyce Howland Hill | 3 – 2 | Simovski Ismaili Nuhi Statovci Gafuri |  |

Renova 3–3 Glentoran no placar agregado. Glentoran venceu por 3–2 nos pênaltis.
| 7 de julho de 2011 | KR Reykjavík                                                           | 5 – 1     | ÍF Fuglafjørður | KR-völlur, Reykjavík                       |
| 21:15              | Baldvinsson 18', 56' · B. Jónsson 23' · Finnbogason 47' · Hauksson 90' | Relatório | Šarić 88'       | Público: 877 Árbitro: NOR Dag Vidar Hafsås |

KR Reykjavík venceu por 8–2 no placar agregado.
Notas
- Nota 9: Zeta jogou no Gradski stadion em Nikšić pois o Stadion Trešnjica não atendeu os critérios da UEFA.
- Nota 10: Qarabağ jogou no Tofiq Bahramov Stadium em Baku pois o Guzanli Olympic Complex Stadium não atendeu os critérios da UEFA.
- Nota 11: Fola Esch jogou no Stade de la Frontière em Esch-sur-Alzette pois o Stade Émile Mayrisch não atendeu os critérios da UEFA.
- Nota 12: Nõmme Kalju jogou no A. Le Coq Arena em Tallinn pois o Hiiu Stadium não atendeu os critérios da UEFA.
- Nota 13: Häcken jogou no Gamla Ullevi em Gothenburg pois o Rambergsvallen não atendeu os critérios da UEFA.
- Nota 14: NSÍ Runavík jogou no Svangaskarð em Toftir pois o Runavík Stadium não atendeu os critérios da UEFA.
- Nota 15: Paks jogou no Stadion Sóstói em Székesfehérvár pois o Stadion PSE não atendeu os critérios da UEFA.

## Segunda rodada

### Jogos de ida
| 14 de julho de 2011 | Shakhter Karagandy  | 2 – 1     | St Patrick's Athletic | Stadion Shakhter, Karagandy                |
| 15:00               | Vasiljević 52', 86' | Relatório | D. McMillan 79'       | Público: 12,000 Árbitro: EST Kristo Tohver |

| 14 de julho de 2011 | Metalurgist Rustavi | 1 – 1     | Irtysh Pavlodar | Poladi Stadium, Rustavi                 |
| 16:00               | Kvakhadze 73'       | Relatório | Daskalov 79'    | Público: 3,000 Árbitro: AUT Rene Eisner |

| 14 de julho de 2011 | Śląsk Wrocław | 1 – 0     | Dundee United | Stadion Oporowska, Wrocław                   |
| 16:45               | Voskamp 75'   | Relatório |               | Público: 8,300 Árbitro: NOR Tom Harald Hagen |

| 14 de julho de 2011 | Rad | 0 – 1     | Olympiakos Volou | Stadion FK Obilić, Belgrado16            |
| 17:00               |     | Relatório | Martín 87'       | Público: 2,300 Árbitro: GER Babak Rafati |

| 14 de julho de 2011 | KuPS           | 1 – 0     | Gaz Metan Mediaş | Kuopion keskuskenttä, Kuopio                 |
| 17:30               | Venäläinen 16' | Relatório |                  | Público: 3,190 Árbitro: DEN Anders Hermansen |

| 14 de julho de 2011 | Flamurtari Vlorë | 0 – 2     | Jablonec        | Flamurtari Stadium, Vlorë                  |
| 17:30               |                  | Relatório | Lafata 70', 75' | Público: 2,700 Árbitro: RUS Sergey Karasev |

| 14 de julho de 2011 | Iskra-Stal  | 1 – 1     | Varaždin    | Malaya Sportivnaya Arena, Tiraspol17    |
| 18:00               | Ponomar 17' | Relatório | Tkalčić 13' | Público: 1,200 Árbitro: BEL Luc Wouters |

| 14 de julho de 2011 | Tauras Tauragė                   | 2 – 3     | ADO Den Haag                                    | S. Darius and S. Girėnas Stadium, Kaunas18 |
| 18:00               | Jerković 56' (pen) · Seedorf 73' | Relatório | Immers 71', 82' (pen) · Sirevičius 90+4' (g.c.) | Público: 1,400 Árbitro: CRO Damir Batinić  |

| 14 de julho de 2011 | Rudar Pljevlja | 0 – 3     | Austria Wien                | Gradski stadion, Nikšić19                  |
| 18:00               |                | Relatório | Barazite 35', 63' · Jun 76' | Público: 1,150 Árbitro: ITA Mauro Bergonzi |

| 14 de julho de 2011 | TPS | 0 – 1     | Westerlo     | Veritas Stadion, Turku                    |
| 18:00               |     | Relatório | Cabeke 90+3' | Público: 3,197 Árbitro: RUS Aleksei Eskov |

| 14 de julho de 2011 | Sant Julià | 0 – 2     | Bnei Yehuda                | Estadi Comunal d'Andorra la Vella, Andorra la Vella |
| 18:30               |            | Relatório | Balili 6' · Marinković 56' | Público: 448 Árbitro: MDA Ghennadi Sidenco          |

| 14 de julho de 2011 | Minsk     | 1 – 1     | Gaziantepspor       | Dynama Stadium, Minsk                         |
| 19:00               | Razin 22' | Relatório | Sachywka 51' (g.c.) | Público: 4,200 Árbitro: GER Thorsten Kinhöfer |

| 14 de julho de 2011 | Örebro | 0 – 0     | Sarajevo | Behrn Arena, Örebro                            |
| 19:00               |        | Relatório |          | Público: 5,529 Árbitro: BEL Jérome Efong Nzolo |

| 14 de julho de 2011 | Shakhtsyor Salihorsk | 0 – 1     | Ventspils     | Shakhtsyor Stadium, Salihorsk            |
| 19:00               |                      | Relatório | Kosmačovs 89' | Público: 3,020 Árbitro: HUN Tamás Bognar |

| 14 de julho de 2011 | Vålerenga | 1 – 0     | Mika | Ullevål Stadion, Oslo                       |
| 19:00               | Berre 68' | Relatório |      | Público: 2,312 Árbitro: SRB Boško Jovanetić |

| 14 de julho de 2011 | Ferencváros         | 2 – 1     | Aalesund      | Stadion Albert Flórián, Budapest         |
| 19:00               | Oláh 38' · Abdi 56' | Relatório | Okoronkwo 27' | Público: 8,000 Árbitro: ROU Marius Avram |

| 14 de julho de 2011 | Häcken            | 1 – 0     | Honka | Örjans Vall, Halmstad20                            |
| 19:00               | Ranégie 36' (pen) | Relatório |       | Público: 448 Árbitro: ESP David Fernández Borbalán |

| 14 de julho de 2011 | Anorthosis                    | 3 – 0     | Gagra | Antonis Papadopoulos Stadium, Larnaca     |
| 19:00               | Vučićević 8' · Rezek 35', 71' | Relatório |       | Público: 6,450 Árbitro: CZE Radek Matějek |

| 14 de julho de 2011 | Floriana | 0 – 8     | AEK Larnaca                                                                                      | Hibernians Ground, Paola                 |
| 19:30               |          | Relatório | Mrdaković 4' · Pavlou 12' · Gonzalo García 24', 42', 53' · Linssen 36' · Gómez 74' · Mitidis 84' | Público: 851 Árbitro: BIH Emir Alecković |

| 14 de julho de 2011 | Maccabi Tel Aviv                        | 3 – 1     | Khazar Lankaran | Bloomfield Stadium, Tel Aviv              |
| 19:30               | Konaté 22' · Atar 39' · Israilevich 44' | Relatório | Mureşan 45+1'   | Público: 8,352 Árbitro: GRE Ilias Spathas |

| 14 de julho de 2011 | Llanelli        | 2 – 1     | Dinamo Tbilisi     | Parc y Scarlets, Llanelli21                  |
| 19:50               | Follows 8', 51' | Relatório | Odikadze 81' (pen) | Público: 643 Árbitro: FIN Mattias Gestranius |

| 14 de julho de 2011 | Sūduva Marijampolė | 1 – 1     | Elfsborg  | Sūduva Stadium, Marijampolė                      |
| 20:00               | Beniušis 88'       | Relatório | Keene 78' | Público: 2,114 Árbitro: BUL Alexander Kostadinov |

| 14 de julho de 2011 | Olimpija Ljubljana     | 2 – 0     | Bohemians | Stožice Stadium, Ljubljana                |
| 20:00               | Vršič 45+2' (pen), 76' | Relatório |           | Público: 6,000 Árbitro: POR Carlos Xistra |

| 14 de julho de 2011 | Differdange 03 | 0 – 0     | Levadia Tallinn | Stade Josy Barthel, Luxemburgo22       |
| 20:00               |                | Relatório |                 | Público: 674 Árbitro: AZE Vusal Aliyev |

| 14 de julho de 2011 | Tirana | 0 – 0     | Spartak Trnava | Qemal Stafa Stadium, Tirana23                 |
| 20:00               |        | Relatório |                | Público: 4,000 Árbitro: RUS Vladimir Kazmenko |

| 14 de julho de 2011 | The New Saints | 1 – 3     | Midtjylland                                | Park Hall, Oswestry                     |
| 20:00               | Evans 59'      | Relatório | Hassan 65' · Olsen 86' (pen) · Albæk 90+3' | Público: 914 Árbitro: HUN Mihaly Fabian |

| 14 de julho de 2011 | Vaduz | 0 – 2     | Vojvodina              | Rheinpark Stadion, Vaduz                      |
| 20:00               |       | Relatório | Oumarou 60' · Ilić 70' | Público: 1,892 Árbitro: GRE Stavros Tritsonis |

| 14 de julho de 2011 | EB/Streymur     | 1 – 1     | Qarabağ    | Gundadalur, Tórshavn24                       |
| 20:00               | A. Hansen 90+3' | Relatório | Aliyev 11' | Público: 735 Árbitro: WAL Mark Steven Whitby |

| 14 de julho de 2011 | Paks      | 1 – 1     | Tromsø    | Stadion Sóstói, Székesfehérvár25        |
| 20:00               | Vayer 57' | Relatório | Drage 26' | Público: 1,800 Árbitro: POR João Capela |

| 14 de julho de 2011 | Kecskemét     | 1 – 1     | Aktobe   | Széktói Stadion, Kecskemét              |
| 20:15               | Radanović 23' | Relatório | Mane 59' | Público: 3,400 Árbitro: ISR Liran Liany |

| 14 de julho de 2011 | Željezničar | 1 – 0     | Sheriff Tiraspol | Asim Ferhatović Hase Stadium, Sarajevo26             |
| 20:30               | Bešlija 60' | Relatório |                  | Público: 10,000 Árbitro: GRE Anastasios Sidiropoulos |

| 14 de julho de 2011 | Juvenes/Dogana | 0 – 1     | Rabotnički    | Stadio Olimpico, Serravalle         |
| 20:30               |                | Relatório | Petkovski 86' | Público: 311 Árbitro: WAL Huw Jones |

| 14 de julho de 2011 | Liepājas Metalurgs | 1 – 4     | Red Bull Salzburg                   | Daugava Stadium, Liepāja                    |
| 20:30               | Kalns 61'          | Relatório | Alan 22', 44', 45+1' · Cziommer 89' | Público: 1,750 Árbitro: NIR Raymond Crangle |

| 14 de julho de 2011 | Vllaznia Shkodër | 0 – 0     | Thun | Loro Boriçi Stadium, Shkodër                |
| 20:30               |                  | Relatório |      | Público: 6,000 Árbitro: CRO Igor Pristovnik |

| 14 de julho de 2011 | Metalurg Skopje | 0 – 0     | Lokomotiv Sofia | Philip II Arena, Skopje27              |
| 20:45               |                 | Relatório |                 | Público: 4,000 Árbitro: LUX Luc Wilmes |

| 14 de julho de 2011 | Glentoran | 0 – 2     | Vorskla Poltava        | The Oval, Belfast                     |
| 20:45               |           | Relatório | Bezus 29' · Januzi 38' | Público: 1,527 Árbitro: ISR Meir Levi |

| 14 de julho de 2011 | Crusaders   | 1 – 3     | Fulham                                     | Seaview, Belfast                           |
| 20:45               | Adamson 54' | Relatório | Briggs 39' · Zamora 74' · Murphy 77' (pen) | Público: 2,477 Árbitro: FRA Clément Turpin |

| 14 de julho de 2011 | Domžale         | 1 – 2     | Split                | Domžale Stadium, Domžale                          |
| 20:45               | Pekič 47' (pen) | Relatório | Čop 41' · Vitaić 76' | Público: 1,000 Árbitro: ESP César Muñiz Fernández |

| 14 de julho de 2011 | KR Reykjavík                                              | 3 – 0     | Žilina | KR-völlur, Reykjavík                          |
| 21:15               | B. Guðjónsson 25' · Arnarsson 51' · Finnbogason 55' (pen) | Relatório |        | Público: 1,234 Árbitro: AUT Gerhard Grobelnik |

| 14 de julho de 2011 | FH            | 1 – 1     | Nacional          | Kaplakriki, Hafnarfjörður                 |
| 21:15               | Bjarnason 67' | Relatório | Edgar Costa 45+1' | Público: 1,140 Árbitro: CZE Radek Příhoda |

Notas
- Nota 16: Rad jogou no Stadion FK Obilić em Belgrado pois o Stadion Kralj Petar I não atendeu os critérios da UEFA.
- Nota 17: Iskra-Stal jogou no Malaya Sportivnaya Arena em Tiraspol pois o Orăşenesc Stadium não atendeu os critérios da UEFA.
- Nota 18: Tauras Tauragė jogou no S. Darius and S. Girėnas Stadium em Kaunas pois o Vytauto Stadium não atendeu os critérios da UEFA.
- Nota 19: Rudar Pljevlja jogou no Gradski stadion em Nikšić pois o Gradski stadion não atendeu os critérios da UEFA.
- Nota 20: Häcken jogou no Örjans Vall em Halmstad pois o Rambergsvallen não atendeu os critérios da UEFA.
- Nota 21: Llanelli jogou no Parc y Scarlets em Llanelli pois o Stebonheath Park não atendeu os critérios da UEFA.
- Nota 22: Differdange 03 jogou no Stade Josy Barthel em Luxemburgo pois o Stade du Thillenberg não atendeu os critérios da UEFA.
- Nota 23: Tirana jogou no Qemal Stafa Stadium em Tirana as it has a greater capacity than their own Selman Stërmasi Stadium.
- Nota 24: EB/Streymur jogou no Gundadalur em Tórshavn pois o Við Margáir não atendeu os critérios da UEFA.
- Nota 25: Paks jogou no Stadion Sóstói em Székesfehérvár pois o Stadion PSE não atendeu os critérios da UEFA.
- Nota 26: Željezničar jogou no Asim Ferhatović Hase Stadium em Sarajevo por ter maior capacidade de público que o Stadion Grbavica.
- Nota 27: Metalurg Skopje jogou no Philip II Arena em Skopje pois o Stadion Železarnica não atendeu os critérios da UEFA.

### Jogos de volta
| 21 de julho de 2011 | Irtysh Pavlodar | 0 – 2     | Metalurgist Rustavi         | Pavlodar Central Stadium, Pavlodar           |
| 15:00               |                 | Relatório | Kobalia 23' · Modebadze 57' | Público: 10,000 Árbitro: BUL Georgi Yordanov |

Metalurgist Rustavi venceu por 3–1 no placar agregado.
| 21 de julho de 2011 | Mika | 0 – 1     | Vålerenga      | Mika Stadium, Yerevan                    |
| 15:00               |      | Relatório | dos Santos 49' | Público: 2,350 Árbitro: IRL David Mckeon |

Vålerenga venceu por 2–0 no placar agregado.
| 21 de julho de 2011 | Gaz Metan Mediaş      | 2 – 0     | KuPS | Stadionul Gaz Metan, Mediaş                |
| 17:00               | Petre 36' · Hoban 53' | Relatório |      | Público: 6,000 Árbitro: AUT Oliver Drachta |

Gaz Metan Mediaş venceu por 2–1 no placar agregado.
| 21 de julho de 2011 | Vojvodina | 1 – 3     | Vaduz                               | Stadion Karađorđe, Novi Sad                   |
| 17:00               | Čović 88' | Relatório | Cvetinović 10' · Merenda 78', 90+6' | Público: 6,800 Árbitro: BLR Sergei Tsinkevich |

Vaduz 3–3 Vojvodina no placar agregado. Vaduz venceu pelo critério dos gols marcados fora de casa.
| 21 de julho de 2011 | Ventspils                              | 3 – 2     | Shakhtsyor Salihorsk         | Ventspils Olimpiskais Stadions, Ventspils  |
| 17:30               | Mvondo 52', 79' (pen) · Martinez 90+3' | Relatório | Kolomyts 6' · Komarovski 73' | Público: 2,500 Árbitro: NOR Espen Berntsen |

Ventspils venceu por 4–2 no placar agregado.
| 21 de julho de 2011 | Khazar Lankaran | 0 – 0     | Maccabi Tel Aviv | Lankaran City Stadium, Lankaran             |
| 17:30               |                 | Relatório |                  | Público: 15,000 Árbitro: UKR Andriy Shandor |

Maccabi Tel Aviv venceu por 3–1 no placar agregado.
| 21 de julho de 2011 | Levadia Tallinn | 0 – 1     | Differdange 03 | A. Le Coq Arena, Tallinn28                |
| 17:45               |                 | Relatório | Lebresne 32'   | Público: 1,550 Árbitro: ALB Lorenc Jemini |

Differdange 03 venceu por 1–0 no placar agregado.
| 21 de julho de 2011 | Elfsborg                            | 3 – 0     | Sūduva Marijampolė | Borås Arena, Borås                         |
| 18:00               | Elm 26' · Augustsson 58' · Hult 67' | Relatório |                    | Público: 3,417 Árbitro: AUT Harald Lechner |

Elfsborg venceu por 4–1 no placar agregado.
| 21 de julho de 2011 | Sheriff Tiraspol | 0 – 0     | Željezničar | Malaya Sportivnaya Arena, Tiraspol29    |
| 18:00               |                  | Relatório |             | Público: 5,120 Árbitro: DEN Kenn Hansen |

Željezničar venceu por 1–0 no placar agregado.
| 21 de julho de 2011 | Aktobe | 0 – 0     | Kecskemét | Aktobe Central Stadium, Aktobe            |
| 18:00               |        | Relatório |           | Público: 12,500 Árbitro: UKR Sergiy Boiko |

Kecskemét 1–1 Aktobe no placar agregado. Aktobe venceu pelo critério dos gols marcados fora de casa.
| 21 de julho de 2011 | Honka | 0 – 2     | Häcken                     | ISS Stadion, Vantaa30                     |
| 18:00               |       | Relatório | Chibuike 42' · Forsell 85' | Público: 2,216 Árbitro: SVK Vladimir Vnuk |

Häcken venceu por 3–0 no placar agregado.
| 21 de julho de 2011 | Qarabağ | 0 – 0     | EB/Streymur | Tofiq Bahramov Stadium, Baku31               |
| 18:00               |         | Relatório |             | Público: 17,387 Árbitro: MKD Goran Spirkoski |

EB/Streymur 1–1 Qarabağ no placar agregado. Qarabağ venceu pelo critério dos gols marcados fora de casa.
| 21 de julho de 2011 | Bnei Yehuda                 | 2 – 0     | Sant Julià | Bloomfield Stadium, Tel Aviv                   |
| 19:00               | Marinković 16' · Galván 89' | Relatório |            | Público: 1,998 Árbitro: CYP Ioannis Anastasiou |

Bnei Yehuda venceu por 4–0 no placar agregado.
| 21 de julho de 2011 | Varaždin                        | 3 – 1     | Iskra-Stal  | Stadion Anđelko Herjavec, Varaždin        |
| 19:00               | Vugrinec 14', 70' · Glavica 18' | Relatório | Novicov 41' | Público: 2,250 Árbitro: SCO Steven McLean |

Varaždin venceu por 4–2 no placar agregado.
| 21 de julho de 2011 | Vorskla Poltava               | 3 – 0     | Glentoran | Butovsky Vorskla Stadium, Poltava         |
| 19:00               | Januzi 33', 73' · Kurylov 36' | Relatório |           | Público: 8,000 Árbitro: SVK Richard Trutz |

Vorskla Poltava venceu por 5–0 no placar agregado.
| 21 de julho de 2011 | Sarajevo        | 2 – 0     | Örebro | Asim Ferhatović Hase Stadium, Sarajevo    |
| 19:00               | Haskić 47', 62' | Relatório |        | Público: 10,527 Árbitro: FRA Ruddy Buquet |

Sarajevo venceu por 2–0 no placar agregado.
| 21 de julho de 2011 | Dinamo Tbilisi                                        | 5 – 0     | Llanelli | Boris Paichadze Stadium, Tbilisi                  |
| 19:00               | Xisco 7', 51' · Yagüe 11' · Robertinho 27' · Coto 55' | Relatório |          | Público: 18,027 Árbitro: SWE Martin Strömbergsson |

Dinamo Tbilisi venceu por 6–2 no placar agregado.
| 21 de julho de 2011 | AEK Larnaca | 1 – 0     | Floriana | Neo GSZ Stadium, Larnaca                      |
| 19:00               | Pavlou 26'  | Relatório |          | Público: 1,413 Árbitro: ARM Arman Amirkhanyan |

AEK Larnaca venceu por 9–0 no placar agregado.
| 21 de julho de 2011 | Spartak Trnava                         | 3 – 1     | Tirana      | Štadión Antona Malatinského, Trnava        |
| 19:00               | Tomaček 41', 85' (pen) · Procházka 66' | Relatório | G. Lika 22' | Público: 6,182 Árbitro: POL Dawid Piasecki |

Spartak Trnava venceu por 3–1 no placar agregado.
| 21 de julho de 2011 | Aalesund                                    | 3 – 1     | Ferencváros | Color Line Stadion, Ålesund                  |
| 19:00               | Barrantes 72' (pen) · Fuhre 87' · Post 119' | Relatório | Oláh 42'    | Público: 5,122 Árbitro: POL Szymon Marciniak |

Aalesund venceu por 4–3 no placar agregado.
| 21 de julho de 2011 | Red Bull Salzburg | 0 – 0     | Liepājas Metalurgs | Red Bull Arena, Wals-Siezenheim                    |
| 19:00               |                   | Relatório |                    | Público: 5,100 Árbitro: NED Danny Desmond Makkelie |

Red Bull Salzburg venceu por 4–1 no placar agregado.
| 21 de julho de 2011 | Gagra                            | 2 – 0     | Anorthosis | David Abashidze Stadium, Zestafoni32   |
| 19:00               | Gabedava 6' · Tkeshelashvili 40' | Relatório |            | Público: 735 Árbitro: GER Peter Sippel |

Anorthosis venceu por 3–2 no placar agregado.
| 21 de julho de 2011 | Tromsø | 0 – 3     | Paks                     | Alfheim Stadion, Tromsø                    |
| 19:00               |        | Relatório | Kiss 59', 77' · Böde 62' | Público: 2,710 Árbitro: TUR Yunus Yildirim |

Paks venceu por 4–1 no placar agregado.
| 21 de julho de 2011 | Midtjylland                                                    | 5 – 2     | The New Saints      | MCH Arena, Herning                              |
| 19:15               | Igboun 23' · Nworuh 24', 52' · Olsen 32' (pen) · Hvilsom 90+1' | Relatório | Darlington 55', 90' | Público: 2,650 Árbitro: GEO Levan Kvaratskhelia |

Midtjylland venceu por 8–3 no placar agregado.
| 21 de julho de 2011 | Lokomotiv Sofia                        | 3 – 2     | Metalurg Skopje          | Vasil Levski National Stadium, Sofia33       |
| 19:30               | Yordanov 58' (pen), 85' · Bozhinov 89' | Relatório | Krstev 4' · Ilijoski 62' | Público: 3,000 Árbitro: SUI Cyril Zimmermann |

Lokomotiv Sofia venceu por 3–2 no placar agregado.
| 21 de julho de 2011 | Žilina                  | 2 – 0     | KR Reykjavík | Štadión pod Dubňom, Žilina                    |
| 19:30               | Majtán 29' · Ceesay 70' | Relatório |              | Público: 3,412 Árbitro: NOR Ken Henry Johnsen |

KR Reykjavík venceu por 3–2 no placar agregado.
| 21 de julho de 2011 | Thun                   | 2 – 1     | Vllaznia Shkodër | Stadion Lachen, Thun                      |
| 19:30               | Rama 89' · Lüthi 90+2' | Relatório | Sukaj 14'        | Público: 7,193 Árbitro: POR João Ferreira |

Thun venceu por 2–1 no placar agregado.
| 21 de julho de 2011 | Gaziantepspor                                     | 4 – 1     | Minsk     | Gaziantep Kamil Ocak Stadium, Gaziantep      |
| 20:00               | Güngör 28' · Wágner 73' · Popov 83' · Olcan 90+1' | Relatório | Zenko 61' | Público: 6,499 Árbitro: CRO Marijo Strahonja |

Gaziantepspor venceu por 5–2 no placar agregado.
| 21 de julho de 2011 | ADO Den Haag                | 2 – 0     | Tauras Tauragė | Kyocera Stadion, Haia                             |
| 20:00               | Toornstra 45+1' · Chery 80' | Relatório |                | Público: 13,111 Árbitro: GRE Vassilios Pamporidis |

ADO Den Haag venceu por 5–2 no placar agregado.
| 21 de julho de 2011 | Rabotnički                                  | 3 – 0     | Juvenes/Dogana | Philip II Arena, Skopje                  |
| 20:00               | Manevski 35' · Petkovski 50' · Petrovic 56' | Relatório |                | Público: 1,000 Árbitro: HUN Sandor Szabo |

Rabotnički venceu por 4–0 no placar agregado.
| 21 de julho de 2011 | Jablonec                                       | 5 – 1     | Flamurtari Vlorë | Stadion Střelnice, Jablonec nad Nisou           |
| 20:00               | Kovařík 25', 70' · Piták 30', 61' · Lafata 55' | Relatório | Sakaj 36' (pen)  | Público: 3,095 Árbitro: DEN Lars Christoffersen |

Jablonec venceu por 7–1 no placar agregado.
| 21 de julho de 2011 | Olympiakos Volou | 1 – 1     | Rad       | Panthessaliko Stadium, Volos                  |
| 20:00               | Martín 79' (pen) | Relatório | Kojić 47' | Público: 5,994 Árbitro: SWE Daniel Stålhammar |

Olympiakos Volou venceu por 2–1 no placar agregado.
| 21 de julho de 2011 | Westerlo | 0 – 0     | TPS | Het Kuipje, Westerlo                     |
| 20:00               |          | Relatório |     | Público: 2,814 Árbitro: POR Artur Soares |

Westerlo venceu por 1–0 no placar agregado.
| 21 de julho de 2011 | Fulham                                            | 4 – 0     | Crusaders | Craven Cottage, Londres                      |
| 20:30               | Johnson 19' · Duff 56' · Zamora 66' · Sidwell 70' | Relatório |           | Público: 15,676 Árbitro: CYP Marios Stamatis |

Fulham venceu por 7–1 no placar agregado.
| 21 de julho de 2011 | Split                             | 3 – 1     | Domžale    | Stadion Hrvatski vitezovi, Dugopolje34    |
| 20:30               | Čop 47' · Vidić 72' · Milović 85' | Relatório | Horvat 46' | Público: 2,600 Árbitro: GER Deniz Aytekin |

Split venceu por 5–2 no placar agregado.
| 21 de julho de 2011 | Bohemians | 1 – 1     | Olimpija Ljubljana | Dalymount Park, Dublin                             |
| 20:45               | Fagan 34' | Relatório | O'Brien 81' (g.c.) | Público: 1,802 Árbitro: ITA Paolo Silvio Mazzoleni |

Olimpija Ljubljana venceu por 3–1 no placar agregado.
| 21 de julho de 2011 | Dundee United                               | 3 – 2     | Śląsk Wrocław          | Tannadice Park, Dundee                           |
| 20:45               | Russell 2' · Goodwillie 5' · Daly 44' (pen) | Relatório | Elsner 14' · Dudek 74' | Público: 11,306 Árbitro: ESP Antonio Mateu Lahoz |

Śląsk Wrocław 3–3 Dundee United no placar agregado. Śląsk Wrocław venceu pelo critério dos gols marcados fora de casa.
| 21 de julho de 2011 | St Patrick's Athletic       | 2 – 0     | Shakhter Karagandy | Richmond Park, Dublin                            |
| 20:45               | E. McMillan 14' · Doyle 70' | Relatório |                    | Público: 2,250 Árbitro: BEL Sébastien Delferiere |

St Patrick's Athletic venceu por 3–2 no placar agregado.
| 21 de julho de 2011 | Nacional                        | 2 – 0     | FH | Estádio da Madeira, Funchal            |
| 20:45               | Luís Alberto 55' · Candeias 90' | Relatório |    | Público: 4,783 Árbitro: NIR Alan Black |

Nacional venceu por 3–1 no placar agregado.
| 21 de julho de 2011 | Austria Wien           | 2 – 0     | Rudar Pljevlja | Franz Horr Stadium, Viena                 |
| 21:05               | Barazite 44' · Jun 75' | Relatório |                | Público: 5,100 Árbitro: FRA Olivier Thual |

Austria Wien venceu por 5–0 no placar agregado.
Notas
- Nota 28: Levadia Tallinn jogou no A. Le Coq Arena em Tallinn por ter maior capacidade de público que o Kadrioru Stadium.
- Nota 29: Sheriff Tiraspol jogou no Malaya Sportivnaya Arena em Tiraspol que está localizado no mesmo complexo do Sheriff Stadium, estádio principal do clube.
- Nota 30: Honka jogou no ISS Stadion em Vantaa pois o Tapiolan Urheilupuisto não atendeu os critérios da UEFA.
- Nota 31: Qarabağ jogou no Tofiq Bahramov Stadium em Baku pois o Guzanli Olympic Complex Stadium não atendeu os critérios da UEFA.
- Nota 32: Gagra jogou no David Abashidze Stadium em Zestafoni devido a equipe não mandar seus jogos em sua cidade Gagra desde a  Guerra na Abecásia (1992–1993).
- Nota 33: Lokomotiv Sofia jogou no Vasil Levski National Stadium em Sofia pois o Lokomotiv Stadium não atendeu os critérios da UEFA.
- Nota 34: Split jogou no Stadion Hrvatski vitezovi em Dugopolje pois o Stadion Park mladeži não atendeu os critérios da UEFA.

## Terceira rodada

### Jogos de ida
| 26 de julho de 2011 | Bnei Yehuda | 1 – 0     | Helsingborg | Bloomfield Stadium, Tel Aviv              |
| 18:00               | Galván 41'  | Relatório |             | Público: 2,223 Árbitro: HUN Mihaly Fabian |

| 28 de julho de 2011 | Śląsk Wrocław | 0 – 0     | Lokomotiv Sofia | Stadion Oporowska, Wrocław                 |
| 16:45               |               | Relatório |                 | Público: 7,000 Árbitro: ITA Mauro Bergonzi |

| 28 de julho de 2011 | AEK Larnaca                                     | 3 – 0     | Mladá Boleslav | Neo GSZ Stadium, Larnaca                         |
| 17:00               | van Dijk 62' (pen) · García 73' · de Cler 90+3' | Relatório |                | Público: 1,977 Árbitro: BEL Sébastien Delferiere |

| 28 de julho de 2011 | Ventspils     | 1 – 2     | Estrela Vermelha                | Ventspils Olimpiskais Stadions, Ventspils       |
| 18:00               | Višņakovs 44' | Relatório | Kaluđerović 10' · Mezenga 90+3' | Público: 3,000 Árbitro: DEN Lars Christoffersen |

| 28 de julho de 2011 | Alania Vladikavkaz | 1 – 1     | Aktobe   | Republican Spartak Stadium, Vladikavkaz    |
| 18:00               | Buraev 60'         | Relatório | Mane 11' | Público: 23,000 Árbitro: SVK Ivan Kružliak |

| 28 de julho de 2011 | Karpaty Lviv                   | 2 – 0     | St Patrick's Athletic | Ukraina Stadium, Lviv                             |
| 18:30               | Fedetskyi 34' · Varankow 90+3' | Relatório |                       | Público: 13,000 Árbitro: SWE Martin Strömbergsson |

| 28 de julho de 2011 | Olimpija Ljubljana | 1 – 1     | Austria Wien | Stožice Stadium, Ljubljana                    |
| 19:00               | Vršič 60'          | Relatório | Linz 33'     | Público: 7,350 Árbitro: BUL Stanislav Todorov |

| 28 de julho de 2011 | Aalesund                                                               | 4 – 0     | Elfsborg | Color Line Stadium, Ålesund                 |
| 19:00               | Okoronkwo 5' · Barrantes 56' · Orry Larsen 72' · Augustsson 74' (g.c.) | Relatório |          | Público: 5,769 Árbitro: SRB Boško Jovanetić |

| 28 de julho de 2011 | Metalurgist Rustavi                | 2 – 5     | Rennes                                           | Boris Paichadze National Stadium, Tbilisi35 |
| 19:00               | Japaridze 41' · Razmadze 56' (pen) | Relatório | Boukari 17', 31' · Pitroipa 42', 70' · Féret 49' | Público: 10,312 Árbitro: CYP Marios Panayi  |

| 28 de julho de 2011 | Red Bull Salzburg | 1 – 0     | Senica | Red Bull Arena, Salzburgo                    |
| 19:00               | Leonardo 75'      | Relatório |        | Público: 5,900 Árbitro: BLR Aleksei Kulbakov |

| 28 de julho de 2011 | Anorthosis | 0 – 2     | Rabotnički                   | Antonis Papadopoulos Stadium, Larnaca      |
| 19:00               |            | Relatório | Petrović 71' · Velkovski 82' | Público: 6,500 Árbitro: AUT Harald Lechner |

| 28 de julho de 2011 | Sparta Prague                                     | 5 – 0     | Sarajevo | Generali Arena, Praga                          |
| 19:00               | Kweuke 5', 69', 90+3' · Sionko 36' · Podaný 90+1' | Relatório |          | Público: 11,626 Árbitro: ROU Alexandru Deaconu |

| 28 de julho de 2011 | Vorskla Poltava | 0 – 0     | Sligo Rovers | Butovsky Vorskla Stadium, Poltava             |
| 19:00               |                 | Relatório |              | Público: 8,500 Árbitro: LTU Gediminas Mažeika |

| 28 de julho de 2011 | Vålerenga | 0 – 2     | PAOK                       | Ullevaal Stadion, Oslo                                     |
| 19:00               |           | Relatório | Vieirinha 72' · García 90' | Público: 3,019 Árbitro: CRO Ante Vučemilović-Šimunović Jr. |

| 28 de julho de 2011 | Young Boys                    | 3 – 1     | Westerlo  | Stade de Suisse, Bern                               |
| 19:30               | Farnerud 22' · Degen 33', 79' | Relatório | Brüls 34' | Público: 11,163 Árbitro: ITA Paolo Silvio Mazzoleni |

| 28 de julho de 2011 | Bursaspor          | 2 – 1     | Gomel         | Bursa Atatürk Stadium, Bursa             |
| 19:30               | Aziz 52' · Kaş 72' | Relatório | Kuzmyanok 42' | Público: 16,122 Árbitro: SUI Alain Bieri |

| 28 de julho de 2011 | Hapoel Tel Aviv                                  | 4 – 0     | Vaduz | Bloomfield Stadium, Tel Aviv              |
| 19:30               | Kende 24' · Tamuz 45+1' · Damari 49' · Cohen 82' | Relatório |       | Público: 8,822 Árbitro: ALB Lorenc Jemini |

| 28 de julho de 2011 | Omonia                                       | 3 – 0     | ADO Den Haag | GSP Stadium, Nicósia                       |
| 19:30               | Alex 37' (pen) · Rengifo 58' · Christofi 77' | Relatório |              | Público: 12,326 Árbitro: POR Carlos Xistra |

| 28 de julho de 2011 | Split | 0 – 0     | Fulham | Stadion Hrvatski vitezovi, Dugopolje36     |
| 19:30               |       | Relatório |        | Público: 4,000 Árbitro: RUS Sergei Karasev |

| 28 de julho de 2011 | Levski Sofia            | 2 – 1     | Spartak Trnava    | Georgi Asparuhov Stadium, Sofia           |
| 19:45               | Gadzhev 89' · Ars 90+2' | Relatório | Tomaček 80' (pen) | Público: 11,900 Árbitro: UKR Sergiy Boiko |

| 28 de julho de 2011 | AZ Alkmaar                      | 2 – 0     | Jablonec | AFAS Stadion, Alkmaar                        |
| 20:00               | Wernbloom 64' · Guðmundsson 88' | Relatório |          | Público: 8,871 Árbitro: POL Szymon Marciniak |

| 28 de julho de 2011 | Gaziantepspor | 0 – 1     | Legia Warsaw | Gaziantep Kamil Ocak Stadium, Gaziantep           |
| 20:00               |               | Relatório | Radović 51'  | Público: 7,852 Árbitro: ESP César Muñiz Fernández |

| 28 de julho de 2011 | Dinamo Bucureşti           | 2 – 2     | Varaždin                   | Stadionul Dinamo, Bucharest                  |
| 20:00               | Sušac 6' (g.c.) · Moţi 16' | Relatório | Sačer 43' · Vugrinec 45+2' | Público: 4,380 Árbitro: CYP Leontios Trattou |

| 28 de julho de 2011 | Differdange 03 | 0 – 3     | Olympiakos Volou                                         | Stade Josy Barthel, Luxemburgo37       |
| 20:00               |                | Relatório | Schembri 66' · Noe Acosta Rivera 71' · Ilias Solakis 89' | Público: 743 Árbitro: IRL David Mckeon |

| 28 de julho de 2011 | Paks       | 1 – 1     | Heart of Midlothian | Stadion Sóstói, Székesfehérvár38               |
| 20:00               | Sipeki 32' | Relatório | Hamill 45+2'        | Público: 3,500 Árbitro: FIN Mattias Gestranius |

| 28 de julho de 2011 | Željezničar | 0 – 2     | Maccabi Tel Aviv  | Asim Ferhatović Hase Stadium, Sarajevo39     |
| 20:30               |             | Relatório | Colautti 47', 56' | Público: 10,000 Árbitro: SWE Michael Lerjeus |

| 28 de julho de 2011 | Club Brugge                                       | 4 – 1     | Qarabağ    | Jan Breydel Stadium, Bruges                |
| 20:30               | Vleminckx 9' · Vázquez 55' · Donk 71' · Dirar 83' | Relatório | Aliyev 62' | Público: 22,213 Árbitro: NIR Arnold Hunter |

| 28 de julho de 2011 | Mainz 05    | 1 – 1     | Gaz Metan Mediaş | Coface Arena, Mainz                        |
| 20:30               | Bungert 31' | Relatório | Bawab 60'        | Público: 15,769 Árbitro: SCO Steven McLean |

| 28 de julho de 2011 | Palermo                    | 2 – 2     | Thun                     | Stadio Renzo Barbera, Palermo              |
| 20:45               | Iličić 13' · Miccoli 90+2' | Relatório | Lüthi 6' · Schneider 56' | Público: 28,760 Árbitro: SRB Milorad Mažić |

| 28 de julho de 2011 | Stoke City | 1 – 0     | Hajduk Split | Britannia Stadium, Stoke-on-Trent         |
| 20:45               | Walters 3' | Relatório |              | Público: 26,322 Árbitro: GER Babak Rafati |

| 28 de julho de 2011 | Nacional                           | 3 – 0     | Häcken | Estádio da Madeira, Madeira              |
| 20:45               | Luís Alberto 13' · Mateus 18', 45' | Relatório |        | Público: 4,612 Árbitro: HUN Sandor Szabo |

| 28 de julho de 2011 | Atlético Madrid | 2 – 1     | Strømsgodset | Vicente Calderón Stadium, Madrid                    |
| 21:00               | Reyes 54', 74'  | Relatório | Storflor 80' | Público: 30,056 Árbitro: NED Danny Desmond Makkelie |

| 28 de julho de 2011 | Midtjylland | 0 – 0     | Vitória Guimarães | MCH Arena, Herning                         |
| 21:00               |             | Relatório |                   | Público: 4,579 Árbitro: ISR Menashe Masiah |

| 28 de julho de 2011 | Ried                  | 2 – 0     | Brøndby | Keine Sorgen Arena, Ried im Innkreis       |
| 21:05               | Mader 32' · Royer 46' | Relatório |         | Público: 4,500 Árbitro: ITA Antonio Damato |

| 28 de julho de 2011 | KR Reykjavík   | 1 – 4     | Dinamo Tbilisi                                                  | KR-völlur, Reykjavík                    |
| 21:15               | Baldvinsson 2' | Relatório | Kakhelishvili 38' · Yagüe 50' · Xisco 61' (pen) · Lekvtadze 67' | Público: 1,200 Árbitro: DEN Kenn Hansen |

Notes
- Nota 35: Metalurgist Rustavi jogou no Boris Paichadze National Stadium em Tbilisi por ter maior capacidade de público que o Poladi Stadium.
- Nota 36: Split jogou no Stadion Hrvatski vitezovi em Dugopolje pois o Stadion Park mladeži não atendeu os critérios da UEFA.
- Nota 37: Differdange 03 jogou no Stade Josy Barthel em Luxemburgo pois o Stade du Thillenberg não atendeu os critérios da UEFA.
- Nota 38: Paks jogou no Stadion Sóstói em Székesfehérvár pois o Stadion PSE não atendeu os critérios da UEFA.
- Nota 39: Željezničar jogou no Asim Ferhatović Hase Stadium em Sarajevo por ter maior capacidade de público que o Stadion Grbavica.

### Jogos de volta
| 4 de agosto de 2011 | Mladá Boleslav                    | 2 – 2     | AEK Larnaca                     | Městský stadion, Mladá Boleslav             |
| 17:00               | Řezníček 52' (pen) · Štohanzl 74' | Relatório | Priso 44' · Mrdaković 76' (pen) | Público: 2,312 Árbitro: DEN Peter Rasmussen |

AEK Larnaca venceu por 5–2 no placar agregado.
| 4 de agosto de 2011 | Varaždin    | 1 – 2     | Dinamo Bucureşti              | Stadion Anđelko Herjavec, Varaždin      |
| 17:00               | Golubar 14' | Relatório | Dănciulescu 7' · Munteanu 26' | Público: 2,600 Árbitro: SVK Ján Valášek |

Dinamo Bucureşti venceu por 4–3 no placar agregado.
| 4 de agosto de 2011 | Aktobe    | 1 – 1 (pro) | Alania Vladikavkaz | Aktobe Central Stadium, Aktobe               |
| 18:00               | Đilas 75' | Relatório   | Bikmaev 55'        | Público: 12,700 Árbitro: WAL Simon Lee Evans |

|                                    |       | Penalidades                    |  |
| Khairullin Kenzhesariev Mane Đilas | 2 – 4 | Gabulov Bikmaev Gigolayev Neco |  |

Aktobe 2–2 Alania Vladikavkaz no placar agregado. Alania Vladikavkaz venceu por 4–2 nos pênaltis.
| 4 de agosto de 2011 | Elfsborg     | 1 – 1     | Aalesund           | Borås Arena, Borås                        |
| 18:00               | Ericsson 65' | Relatório | Ulvestad 49' (pen) | Público: 2,686 Árbitro: CZE Radek Matějek |

Aalesund venceu por 5–1 no placar agregado.
| 4 de agosto de 2011 | Qarabağ      | 1 – 0     | Club Brugge | Tofiq Bahramov Stadium, Baku40           |
| 18:00               | Soltanov 87' | Relatório |             | Público: 8,800 Árbitro: SUI Sascha Kever |

Club Brugge venceu por 4–2 no placar agregado.
| 4 de agosto de 2011 | Strømsgodset | 0 – 2     | Atlético Madrid          | Marienlyst Stadion, Drammen               |
| 18:30               |              | Relatório | Adrián 13' · Reyes 90+3' | Público: 6,807 Árbitro: NIR Mark Courtney |

Atlético Madrid venceu por 4–1 no placar agregado.
| 4 de agosto de 2011 | Sligo Rovers | 0 – 2     | Vorskla Poltava              | Showgrounds, Sligo Town                    |
| 18:45               |              | Relatório | Zakarlyuka 16' · Rebenok 17' | Público: 3,800 Árbitro: BIH Emir Alecković |

Vorskla Poltava venceu por 2–0 no placar agregado.
| 4 de agosto de 2011 | Gomel            | 1 – 3     | Bursaspor                               | Central Stadion, Gomel                    |
| 19:00               | Aleksiyevich 41' | Relatório | N'Diaye 78' · Insúa 85' · Bahadır 90+1' | Público: 13,100 Árbitro: ROU Marius Avram |

Bursaspor venceu por 5–2 no placar agregado.
| 4 de agosto de 2011 | Legia Warsaw | 0 – 0     | Gaziantepspor | Pepsi Arena, Warsaw                        |
| 19:00               |              | Relatório |               | Público: 20,118 Árbitro: SVN Darko Čeferin |

Legia Warsaw venceu por 1–0 no placar agregado.
| 4 de agosto de 2011 | Rennes                  | 2 – 0     | Metalurgist Rustavi | Stade de la Route de Lorient, Rennes       |
| 19:00               | Montaño 75' · Féret 85' | Relatório |                     | Público: 13,848 Árbitro: FIN Antti Munukka |

Rennes venceu por 7–2 no placar agregado.
| 4 de agosto de 2011 | Spartak Trnava         | 2 – 1 (pro) | Levski Sofia | Štadión Antona Malatinského, Trnava            |
| 19:00               | Tomaček 52', 59' (pen) | Relatório   | Ars 11'      | Público: 12,169 Árbitro: NOR Ken Henry Johnsen |

|                                        |       | Penalidades                    |  |
| Karhan Hanzel Procházka Tomaček Kaščák | 5 – 4 | Yovov Ars Gadzhev Calvo Raykov |  |

Spartak Trnava 3–3 Levski Sofia no placar agregado, Spartak Trnava venceu por 5–4 nos pênaltis.
| 4 de agosto de 2011 | Dinamo Tbilisi                | 2 – 0     | KR Reykjavík | Boris Paichadze National Stadium, Tbilisi |
| 19:00               | Yagüe 48' · Kakhelishvili 55' | Relatório |              | Público: 12,000 Árbitro: POL Pawel Gil    |

Dinamo Tbilisi venceu por 6–1 no placar agregado.
| 4 de agosto de 2011 | Senica | 0 – 3     | Red Bull Salzburg            | Stadion FK Senica, Senica                 |
| 19:00               |        | Relatório | Leonardo 10' · Alan 57', 64' | Público: 3,273 Árbitro: EST Hannes Kaasik |

Red Bull Salzburg venceu por 4–0 no placar agregado.
| 4 de agosto de 2011 | Gaz Metan Mediaş | 1 – 1 (pro) | Mainz 05  | Stadionul Gaz Metan, Mediaş              |
| 19:00               | Bawab 62'        | Relatório   | Risse 31' | Público: 5,600 Árbitro: HUN Tamás Bognar |

|                               |       | Penalidades                           |  |
| Lazăr Buzean Petre Liţu Bawab | 4 – 3 | Polanski Slišković Risse Allagui Soto |  |

Gaz Metan Mediaş 2–2 Mainz 05 no placar agregado. Gaz Metan Mediaş venceu por 4–3 nos pênaltis.
| 4 de agosto de 2011 | Helsingborg                   | 3 – 0     | Bnei Yehuda | Olympia, Helsingborg                           |
| 19:00               | Lindström 3', 73' · Gashi 61' | Relatório |             | Público: 5,002 Árbitro: BEL Jérome Efong Nzolo |

Helsingborg venceu por 3–1 no placar agregado.
| 4 de agosto de 2011 | Hajduk Split | 0 – 1     | Stoke City             | Stadion Poljud, Split                        |
| 19:00               |              | Relatório | Miličević 90+1' (g.c.) | Público: 33,000 Árbitro: ITA Andrea De Marco |

Stoke City venceu por 2–0 no placar agregado.
| 4 de agosto de 2011 | Häcken             | 2 – 1     | Nacional   | Ullevi, Gothenburg41                       |
| 19:00               | Makondele 28', 87' | Relatório | Rondón 40' | Público: 808 Árbitro: SUI Cyril Zimmermann |

Nacional venceu por 4–2 no placar agregado.
| 4 de agosto de 2011 | Brøndby                                                     | 4 – 2     | Ried                   | Brøndby Stadium, Brøndby                      |
| 19:00               | Kristiansen 40' · Krohn-Dehli 45' (pen) · Akharraz 53', 55' | Relatório | Royer 71' · Hadžić 88' | Público: 7,769 Árbitro: GER Thorsten Kinhöfer |

Brøndby 4–4 Ried no placar agregado. Ried venceu pelo critério dos gols marcados fora de casa.
| 4 de agosto de 2011 | Maccabi Tel Aviv                                                       | 6 – 0     | Željezničar | Bloomfield Stadium, Tel Aviv           |
| 19:30               | Colautti 18', 45+1' · Dahan 38' · Atar 54', 86' · Selimović 81' (g.c.) | Relatório |             | Público: 6,013 Árbitro: NIR Alan Black |

Maccabi Tel Aviv venceu por 8–0 no placar agregado.
| 4 de agosto de 2011 | Thun        | 1 – 1     | Palermo      | Stadion Lachen, Thun                    |
| 19:30               | Lezcano 65' | Relatório | González 49' | Público: 7,227 Árbitro: ISR Liran Liany |

Thun 3–3 Palermo no placar agregado. Thun venceu pelo critério dos gols marcados fora de casa .
| 4 de agosto de 2011 | Lokomotiv Sofia | 0 – 0 (pro) | Śląsk Wrocław | Vasil Levski National Stadium, Sofia42     |
| 19:30               |                 | Relatório   |               | Público: 2,610 Árbitro: AUT Oliver Drachta |

|                                        |       | Penalidades                   |  |
| Goranov Yordanov Ivanov Dobrev Dafchev | 3 – 4 | Sztylka Mila Madej Pietrasiak |  |

Lokomotiv Sofia 0–0 Śląsk Wrocław no placar agregado. Śląsk Wrocław venceu por 4–3 nos pênaltis.
| 4 de agosto de 2011 | Westerlo | 0 – 2     | Young Boys                  | Het Kuipje, Westerlo                      |
| 20:00               |          | Relatório | Schneuwly 5' · Bienvenu 77' | Público: 2,388 Árbitro: SVK Richard Trutz |

Young Boys venceu por 5–1 no placar agregado.
| 4 de agosto de 2011 | Vaduz                   | 2 – 1     | Hapoel Tel Aviv | Rheinpark Stadion, Vaduz                    |
| 20:00               | Zanni 78' · Rafinha 81' | Relatório | Damari 1'       | Público: 870 Árbitro: SWE Daniel Stålhammar |

Hapoel Tel Aviv venceu por 5–2 no placar agregado.
| 4 de agosto de 2011 | ADO Den Haag | 1 – 0     | Omonia | Kyocera Stadion, Haia                   |
| 20:00               | Derijck 53'  | Relatório |        | Público: 13,268 Árbitro: MLT Marco Borg |

Omonia venceu por 3–1 no placar agregado.
| 4 de agosto de 2011 | Olympiakos Volou                       | 3 – 0     | Differdange 03 | Panthessaliko Stadium, Volos                  |
| 20:00               | Martín 30' · Szélesi 58' · Solakis 83' | Relatório |                | Público: 4,267 Árbitro: ARM Arman Amirkhanyan |

Differdange 03 classificou-se pois a equipe do Olympiakos Volou foi desclassificado pela UEFA.44
| 4 de agosto de 2011 | Rabotnički | 1 – 2     | Anorthosis                | Philip II Arena, Skopje                       |
| 20:00               | Kumbev 87' | Relatório | Rezek 50' · Cristovão 65' | Público: 10,000 Árbitro: BUL Nikolay Yordanov |

Rabotnički venceu por 3–2 no placar agregado.
| 4 de agosto de 2011 | PAOK                                           | 3 – 0     | Vålerenga | Toumba Stadium, Tessalônica                |
| 20:00               | Vieirinha 45' · Athanasiadis 49' · Fotakis 58' | Relatório |           | Público: 22,168 Árbitro: EST Kristo Tohver |

PAOK venceu por 5–0 no placar agregado.
| 4 de agosto de 2011 | Estrela Vermelha                                                                        | 7 – 0     | Ventspils | Stadion Crvena Zvezda, Belgrado           |
| 20:30               | Martinez 13' (g.c.) · Kaluđerović 23', 53' · Lazović 26' · Borja 41', 75' · Mezenga 60' | Relatório |           | Público: 39,628 Árbitro: FRA Ruddy Buquet |

Estrela Vermelha venceu por 9–1 no placar agregado.
| 4 de agosto de 2011 | Jablonec   | 1 – 1     | AZ           | Stadion Střelnice, Jablonec nad Nisou       |
| 20:30               | Loučka 80' | Relatório | Benschop 45' | Público: 4,844 Árbitro: UKR Viktor Shvetsov |

AZ venceu por 3–1 no placar agregado.
| 4 de agosto de 2011 | Fulham                         | 2 – 0     | Split | Craven Cottage, London                    |
| 20:30               | Johnson 19' · Murphy 56' (pen) | Relatório |       | Público: 17,087 Árbitro: POR Duarte Gomes |

Fulham venceu por 2–0 no placar agregado.
| 4 de agosto de 2011 | St Patrick's Athletic | 1 – 3     | Karpaty Lviv                               | Tallaght Stadium, Dublin43                      |
| 20:45               | McMillan 57'          | Relatório | Zenjov 22' · Khudobyak 64' · Oshchypko 83' | Público: 2,109 Árbitro: ROU Ovidiu Alin Hategan |

Karpaty venceu por 5–1 no placar agregado.
| 4 de agosto de 2011 | Heart of Midlothian                            | 4 – 1     | Paks     | Tynecastle Stadium, Edinburgh             |
| 20:45               | Stevenson 34', 45+1' · Driver 50' · Skácel 76' | Relatório | Böde 89' | Público: 12,811 Árbitro: POL Robert Malek |

Heart of Midlothian venceu por 5–2 no placar agregado.
| 4 de agosto de 2011 | Sarajevo | 0 – 2     | Sparta Prague               | Asim Ferhatović Hase Stadium, Sarajevo       |
| 21:00               |          | Relatório | Kweuke 20' · Matějovský 36' | Público: 5,600 Árbitro: RUS Maksim Layushkin |

Sparta Prague venceu por 7–0 no placar agregado.
| 4 de agosto de 2011 | Austria Wien                 | 3 – 2     | Olimpija Ljubljana    | Franz Horr Stadium, Viena                 |
| 21:05               | Barazite 18', 46', 69' (pen) | Relatório | Vršič 54' · Jović 59' | Público: 7,688 Árbitro: RUS Aleksei Eskov |

Austria Wien venceu por 4–3 no placar agregado.
| 4 de agosto de 2011 | Vitória Guimarães        | 2 – 1     | Midtjylland | Estádio D. Afonso Henriques, Guimarães       |
| 21:15               | Faouzi 45' · Targino 76' | Relatório | Nielsen 28' | Público: 9,062 Árbitro: NED Richard Liesveld |

Vitória Guimarães venceu por 2–1 no placar agregado.
Notas
- Nota 40: Qarabağ jogará no Tofiq Bahramov Stadium em Baku pois o Guzanli Olympic Complex Stadium não atendeu os critérios da UEFA.
- Nota 41: Häcken jogará no Ullevi em Gotemburgo pois o Rambergsvallen não atendeu os critérios da UEFA.
- Nota 42: Lokomotiv Sofia jogará no Vasil Levski National Stadium em Sofia pois o Lokomotiv Stadium não atendeu os critérios da UEFA.
- Nota 43: St Patrick's Athletic jogará no Tallaght Stadium em Dublin por ter maior capacidade de público que o Richmond Park.
- Nota 44: A equipe grega Olympiakos Volou, que havia se classificado para a ronda de play-off, foi excluída da competição pela UEFA em 11 de agosto de 2011 por envolvimento em um escândalo de manipulação nos resultados de jogos.[1] A UEFA decidiu classificar para a ronda de play-off a equipe do Differdange 03 de Luxemburgo, que tinha sido eliminado na fase anterior pelo Olympiakos Volou.[2]